# Glacidorbis tasmanicus
Glacidorbis tasmanicus är en snäckart som beskrevs av Winston F. Ponder och Avern 2000. Glacidorbis tasmanicus ingår i släktet Glacidorbis och familjen Glacidorbidae. IUCN kategoriserar arten globalt som livskraftig. Inga underarter finns listade i Catalogue of Life.